# 安柏·米桑德
安柏·米桑德（英語：Amber Midthunder，1997年4月26日—）是一名美國女演員和童星。她曾於電視劇《變種軍團》中擔任主要角色凱芮·勞德密克、電影《疾凍救援》演出，以及主演終極戰士系列作品《終極戰士：獸獵者》主角娜魯。她將演出《降世神通：最後的氣宗》真人電視劇的皓月公主。

## 早年生活
米桑德的父母皆於演藝圈工作，父親是名演員，母親則是名選角總監和特技演員，具有華裔泰國人的血統。米桑德是美洲原住民，屬於Fort Peck Sioux 部落。